# Diagrama TS
Um diagrama TS é uma representação gráfica de processos termodinâmicos que apresenta a temperatura em função da entropia do sistema. Ajuda a visualizar mudanças de temperatura e entropia durante processos ou ciclos termodinâmicos. É bastante útil e usado comumente por mostrar o calor transferido durante um processo. Para processos reversíveis, a área sob a curva T versus S que descreve um processo é o calor transferido para o sistema durante aquele processo.

## Descrição

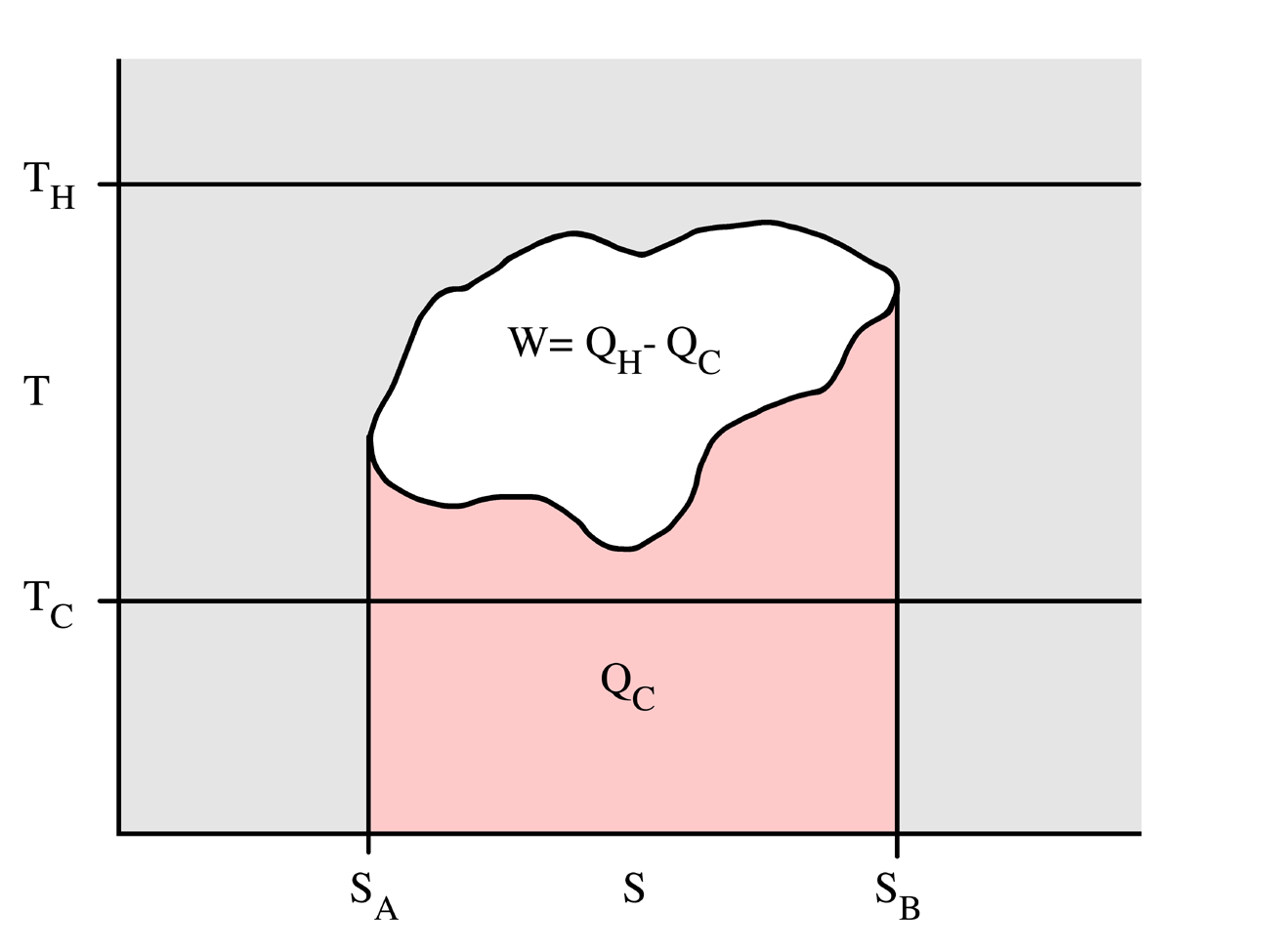
Diagrama TS genérico

Um processo adiabático (isoentrópico) é ilustrado como uma linha vertical no diagrama TS, enquanto um processo isotérmico é ilustrado por uma linha horizontal.
A figura mostra um ciclo termodinâmico que ocorre entre um reservatório quente à temperatura {\displaystyle T_{H}} e um reservatório frio à temperatura {\displaystyle T_{C}}. Para processos reversíveis, como os encontrados no Ciclo de Carnot, a área em vermelho é a quantidade {\displaystyle Q_{C}} de energia térmica trocada entre o sistema e o reservatório frio. A área em branco é o valor do trabalho {\displaystyle W=Q_{H}-Q_{C}} trocado pelo sistema com seus arredores. A quantidade de calor {\displaystyle Q_{H}} trocada com o reservatório quente é a soma dos dois. A eficiência térmica do ciclo é a proporção da área branca (trabalho) dividida pela soma das áreas branca e vermelha (calor total). Se o ciclo for percorrido no sentido horário, trata-se de uma máquina térmica, que usa o calor para produzir trabalho. Caso o ciclo seja percorrido no sentido anti-horário, trata-se de um refrigerador, que utiliza o trabalho para retirar uma quantidade de calor {\displaystyle Q_{C}} do reservatório frio.